# Brasil (1865)

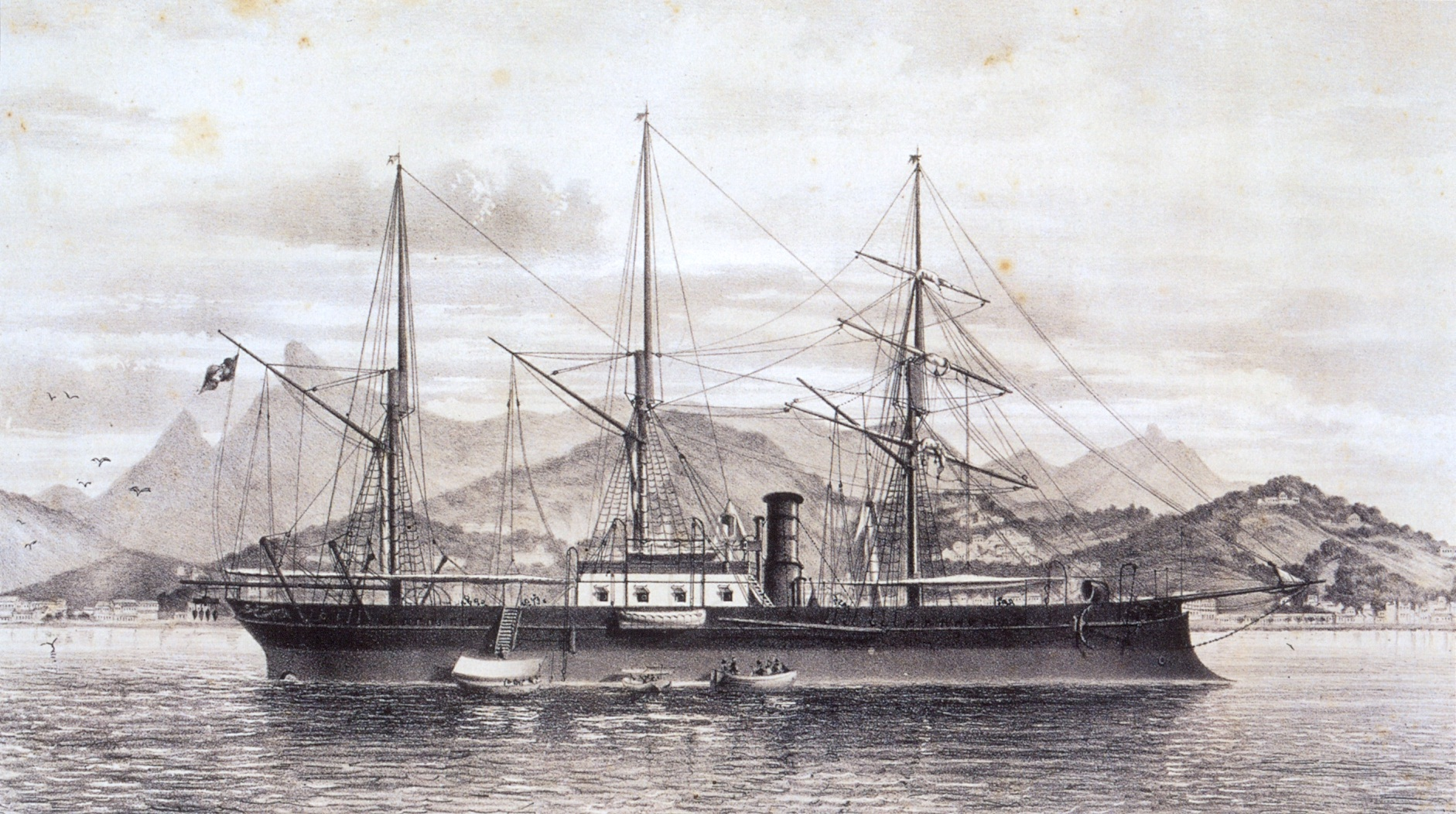
"Бразіл" перед виходом до Парагваю у бухті Гуанбара,

Brasil - броньований корвет, побудований у Франції для ВМС Бразилії в середині 1860-х років. Був броненосцем з центральною батареєю, служив під час війни 1864–70 Потрійного Альянсу між Бразилією, Аргентиною та Уругваєм проти Парагваю. 

## Будівництво та служба
"Бразил", названий на честь держави прапора  був замовлений 5 січня 1864 року у французької суднобудівної компанії Forges et Chantiers de la Méditerranée. Він коштував 60000 фунтів,  які зібрали за допомогою підписки серед населення.  Корабель був закладений на верфі компанії у La Seyne-sur-Mer і був спущений на воду 23 грудня 1865. Добудований 2 березня 1865 року.  

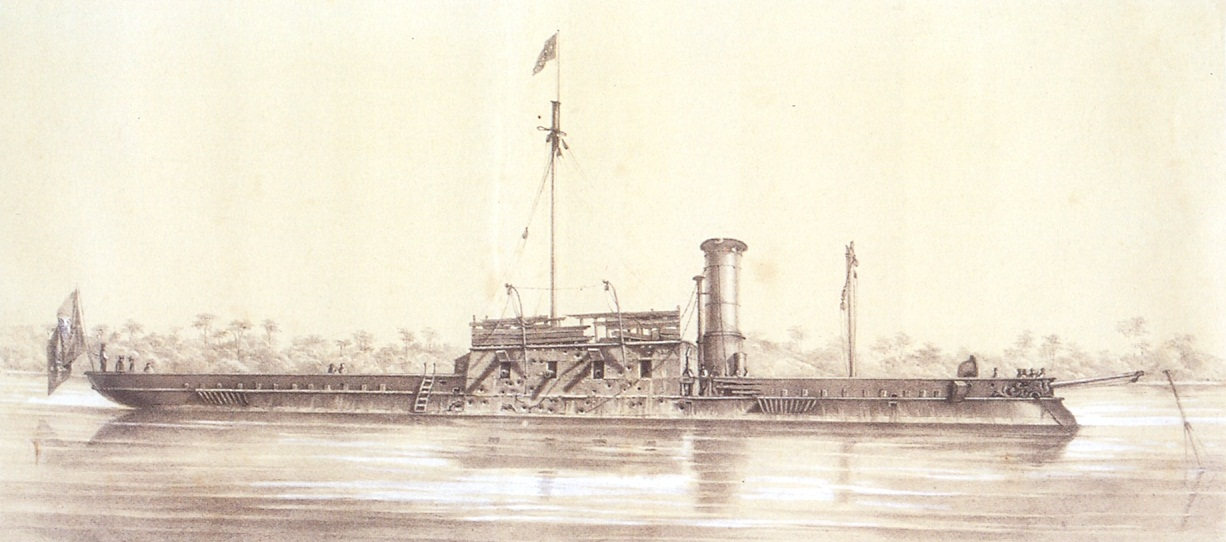
Сильно пошкоджений "Бразил" (зокрема втратив щогли) після нападу на форт Курузу, внизу за течією Курупаіті, 1866 рік